# 菲律賓偽大眼鮋
菲律賓偽大眼鮋，為輻鰭魚綱鮋形目鮋亞目鮋科的其中一種，為深海魚類，分布於太平洋菲律賓、台灣、印尼、夏威夷、紐西蘭海域，棲息深度68-622公尺，體長可達13.5公分，棲息在底層水域，以甲殼類及小魚為食，生活習性不明。

## 扩展阅读
維基物種上的相關：菲律賓偽大眼鮋